# Vegas Vacation
Vegas Vacation (Brasil: Férias Frustradas em Las Vegas / Portugal: Férias em Las Vegas) é um filme de comédia de 1997 dirigido por Stephen Kessler. É o quarto e último capítulo da série de filmes Vacation da revista National Lampoon, e foi escrito por Elisa Bell, baseado em uma história de Bell e Bob Ducsay. O filme é estrelado por Chevy Chase, Beverly D'Angelo e Randy Quaid, com Ethan Embry e Marisol Nichols como os filhos Rusty e Audrey Griswold. O filme estreou na 4ª posição nas bilheterias e arrecadou mais de 36,4 milhões de dólares no mercado norte-americano. Este é o único filme de Vacation no cinema que não leva o rótulo National Lampoon.

## Sinopse
No trabalho, Clark Griswold (Chevy Chase) inventou um conservante de alimentos longa vida, o que lhe valeu um cheque bônus. Clark anuncia para sua família que ele está os levando em férias. O entusiasmo diminui, no entanto, quando Clark diz que eles estão indo para Las Vegas, Nevada. Sua esposa, Ellen (Beverly D'Angelo), e filha adolescente, Audrey (Marisol Nichols) têm suas dúvidas, como Las Vegas não é conhecido pelo seu ambiente familiar, enquanto o filho adolescente Rusty (Ethan Embry) parece ser mais ansioso, e até mesmo pergunta se a prostituição é legal lá. Ao viajar para Las Vegas, Clark depara-se na estrada com a "garota na Ferrari" (Christie Brinkley) que apareceu no primeiro filme. Clark é o único que a vê quando ela faz a ultrapassagem e depois de trocarem olhares percebe então que ela tem um filho sentado no banco de trás. Ela segue o seu caminho e vê-se na matrícula do carro a palavra "Mama".
Ao chegar em Vegas, a família embarca em uma série de contratempos e aventuras. Clark cruza com o primo Eddie (Randy Quaid), o marido da prima de Ellen Catherine (Miriam Flynn). Eddie e sua família vivem agora no deserto ao norte de Las Vegas, no que costumava ser um local de teste de bomba atômica. Enquanto o grupo vai em uma turnê na gigantesca represa Hoover liderado por guia Arty (John P. Finnegan), Clark tolamente deixa o grupo depois de criar acidentalmente um vazamento em passarelas dentro da represa, e é forçado a subir o andaime até o topo do barragem para sair, porque seus gritos de socorro não podem serem ouvidos sobre a água bramida do vertedouro. Mais tarde naquela noite, eles ganham ingressos para um concerto de Siegfried & Roy (como eles mesmos). Clark está envolvido, e é transformado em um tigre, no final, ele voltou atrás em humano embora.
No dia seguinte, à noite, os bilhetes para o show de Wayne Newton (como ele mesmo) e um vestido para Ellen são enviados pelo correio. Eles vão para o concerto, apenas para perceber que Newton tinha enviado o vestido, e enquanto canta ele tem Ellen subindo ao palco e cantar com ele.
No dia seguinte, a família sai para comer, mas depois de Ellen receber uma suspeita, eles decidiram seguir seus próprios caminhos apenas para por um dia. Clark vai até um casino e se torna viciado em jogos de azar (principalmente blackjack, que ele geralmente perde para um revendedor com excesso de zelo (Wallace Shawn), que tem o prazer com o infortúnio de Clark), Rusty recebe uma identidade falsa de um sósia de Frank Sinatra e torna-se um vencedor high roller (assumindo o pseudônimo de 'Nick Papagiorgio'), Audrey começa a sair com selvagem filha de Eddie a Vickie (Shae D'Lyn) e seus amigos (incluindo sósias dos Beatles), e Ellen se torna viciada em Wayne Newton, que pode ter sentimentos por Ellen, e está fazendo ciúmes em Clark.
Enquanto isso, após Clark jogar fora 22 600 dólares da conta bancária da família, Ellen descobre e conta para Clark que ele está a arruinar as suas férias juntos, além do fato de que eles sequer passarem "férias em família" juntos, e vai embora. Em seguida, Russ e Audrey partem também. Russ ganha os carros (como ele tem mais sucesso nisso do que Clark fez), Ellen vai para comer com Wayne Newton, e Audrey vai para um clube de strip com Vickie, e começa a dançar como uma stripper, deixando Clark sozinho, sem dinheiro. Eddie - que tem dinheiro enterrado em seu jardim da frente - tenta chegar a um resgate da família Griswold em troca de tudo o que os Griswolds tem feito para ele e sua família ao longo dos anos. Clark e Eddie vão a um casino local para obter o seu dinheiro de volta, mas depois de perder muitos jogos, Clark fica sem dinheiro de Eddie, mas, após uma caminhada abatida com Eddie juntamente ao Fremont Street, chega a uma conclusão de que ele não se importa mais sobre a obtenção de seu dinheiro de volta, mas ele precisa para obter a sua família de volta.
Clark então vai e encontra Ellen na casa de Newton (derrubando sua casa com um ônibus de turismo sequestrado). Ele beija Ellen e pede desculpas a ela, dizendo que ele aprendeu que a "família de férias só funciona quando você está com a sua família". Eles, então, ir a uma festa onde Russ é, e encontrá-lo em uma Jacuzzi flertando com as meninas que estão na mesma com ele. Eles levá-lo para fora da Jacuzzi antes de ir para o clube de stripper, encontrando Audrey e saindo. Os Griswolds jogar seus dois últimos dólares em um jogo de Keno. Eles se sentam ao lado de um homem mais velho (Sid Caesar em uma participação especial), que complementa Clark em sua adorável família, e sugere que ele foi sozinho toda a sua vida. Fora de culpa, Clark diz ao homem a considerar-se parte da família Griswold para a noite. O homem aceita alegremente as amáveis palavras de Clark, e ambas as partes começam o jogo. No início, os Griswolds estão esperançosos, mas como eles percebem que já perderam o jogo, eles infelizmente sentar para momentos em silêncio. De repente, o homem ao lado deles em êxtase declara que ele ganhou o jogo. Como ele continua a expressar alegria, de repente ele começa a entrar e sair de consciência enquanto Ellen envia Rusty para obter ajuda. Ele desperta uma última vez e sussurra uma mensagem para Clark, antes de deixar cair o seu bilhete premiado e caindo uma última vez.
Clark, intrigado, diz a Ellen que o homem disse "levar o bilhete". Quando os guardas de segurança do casino e os paramédicos chegam, eles declaram o homem oficialmente morto. Dizem aos Griswolds que seu nome era Sr. Ellis, e comentou sobre como é triste a solidão era para ele. Como o Sr. Ellis é levado, um zelador se aproxima com um aspirador de pó, andar em linha reta para o bilhete premiado no chão. Embora pareça Clark vai permitir que seja perdido, ele, no último momento puxa a passagem para fora do caminho do vácuo. Com eles, ganhando na loteria, Clark e Ellen casam novamente (Russ é o padrinho de Clark e Audrey é dama de honra de Ellen). Depois, Clark entrega Eddie uma grande pilha de dinheiro (Eddie pode ser ouvido dizendo 5000 dólares depois de contá-lo) e explica, dizendo-lhe que "nós tivemos muita sorte na noite passada". Todos eles vão para casa nos quatro carros que Rusty venceu nas máquinas caça-níqueis: um Dodge Viper, um Ford Mustang, um Hummer H1, e um Ford Aspire.

## Elenco
- Chevy Chase como Clark Griswold
- Beverly D'Angelo como Ellen Griswold
- Marisol Nichols como Audrey Griswold
- Ethan Embry como Russell "Rusty" Griswold
- Randy Quaid como primo Eddie
- Miriam Flynn como prima Catherine
- Shae D'Lyn como prima Vickie
- Juliette Brewer como prima Ruby Sue
- Wallace Shawn como Marty o revendedor de Blackjack
- Julia Sweeney como recepcionista Mirage
- Wayne Newton como ele mesmo
- Siegfried & Roy como eles mesmos
- Toby Huss como jovem imitador de Frank Sinatra e falso vendedor de ID
- Christie Brinkley repete o papel de "Garota da Ferrari Vermelha" original do filme National Lampoon's Vacation
- Sid Caesar como Mr. Ellis
- Jerry Weintraub como "Gilly from Philly"

## Produção
Resort The Mirage em Las Vegas Strip foi um grande local de filmagem para este filme. Foi filmado durante a alta temporada turística, a partir de meados de junho, até o final de setembro de 1996. Várias seções do filme são filmadas em Shenandoah, a casa do artista Wayne Newton, que também aparece no filme.
Nichols e Embry se tornou o quarto conjunto diferente de atores para interpretar as crianças Griswold, Audrey e Rusty. Este fato é referenciado no início do filme, quando Clark Griswold comenta que ele mal reconhece seus filhos mais.
O papel desempenhado por Toby Huss foi semelhante a uma série de comerciais da MTV a partir do início dos anos 1990 que contou com Huss como crooner Vegas.
Este foi o único filme de Vacation da série no cinema a receber uma classificação PG da Motion Picture Association of America, ou seja aconselhado aos pais escolherem se seus filhos devem ou não ver este filme.
Os quatro veículos que Rusty ganha durante o filme e que ele e a família dirigem até em casa no final do filme são: Um Ford Mustang conversível 1996, um AM General Hummer 1996, um Ford Aspire 1996 e um Dodge Viper RT/10 1996.
No rascunho original, a família Griswold não fica no Mirage Hotel. Eles ficam no Walley World Hotel e Cassino, e Roy Walley era parte do roteiro. Isto é uma referência ao lugar de destino dos Griswold do primeiro filme.

## Resposta da crítica
O filme recebeu críticas negativas. Recebeu uma classificação de apenas 13% no Rotten Tomatoes baseado em 30 opiniões
Vegas Vacation foi lançado em home vídeo e televisão. 